# 微小貝
微小貝（Micromollusk），亦作迷你貝，是指一些即使成長後其體積依舊非常細小的有殼腹足綱軟體動物。
日本有學術機構在互聯網上建構有微小貝數據庫，以協助搜集有關微小貝相關的數據，如型態特徵等。目前紀錄有約8600個物種。

## 具體定義
其實現時並未有對微小貝的普世認同標準，所以這個定義有時隨不同學者的定義而有所不同。不過，普遍接納標準的上限在於5 mm到7 mm之間，對應英美制的四分一英寸。
對於殼長不超過10 mm，殼寬在5 mm以內，這個尺度的貝殼一般都需要20倍的放大鏡才可以看得清楚其細節。而對於5 mm以下的，就必須要顯微鏡才可以清楚看見其紋理。
現時最細小的貝類，其長成大小也不超過1 mm，甚或比一般的沙粒還要小。對於體長2 mm到4 mm的，即使用小手捧着，也會從手指間漏出。這些微小貝在採樣時，一般都要靠篩子將牠們從沙泥出篩走。

## 例子

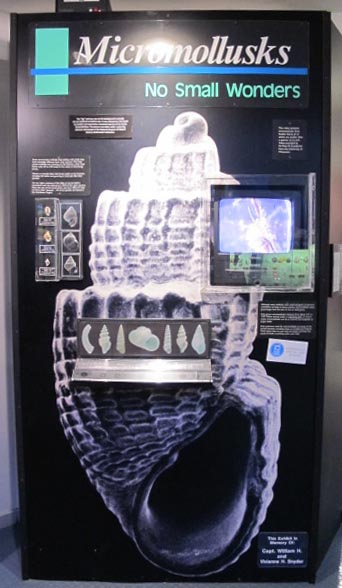
Bailey-Matthews国家贝壳博物馆的展览展出了一些来自萨尼贝尔 (佛罗里达州)的微小贝。

“微小贝”（micromollusk）一词最常用于海洋带壳的物种，尽管还有相当数量的陆地和淡水物种也小得足够称作微小贝：例如，陆地蜗牛的粟蜗牛科和淡水双壳类中豌豆蚬属的大多数物种。
许多科海洋腹足动物完全或几乎完全是微小贝的物种所组成的：
- 艾克丽螺科 Aclididae[3]
- Assimineidae
- Caecidae
- 蟹寓螺科 Cerithiopsidae
- Cingulopsidae
- Elachisinidae
- 瓷螺科 Eulimidae
- Falsicingulidae
- 芝麻螺科 Fossariidae
- Iravadiidae
- Juliidae, the bivalved gastropods
- 螔螺科
- 糟糠螺科 Litiopidae
- Mathildidae
- Obtortionidae
- Omalogyridae：最細小的腹足綱分類單元，所有成員長成後體長都不超過1 mm。
- Orbitestellidae
- Peraclidae
- 小塔螺科 Pyramidellidae
- 凹塔螺科 Retusidae
- Ringiculidae
- Rissoellidae
- 麂眼螺科
- Scaliolidae
- Scissurellidae
- 篷螺科 Skeneidae
- Skeneopsidae
- 齒輪螺科 Tornidae
- 左錐螺科 Triphoridae
- 截螺科 Truncatellidae
- 白雕螺科 Vanikoridae

参见：
- 捻螺科
- Acteonoidea
- Barleeia以及Barleeiidae中的其他物种。

淡水及陸地物種計有：
- 觿螺科 Hydrobiidae
- 斷殼蝸牛科的斷殼蝸牛屬（Truncatella（英语：Truncatella (gastropod)））[4]
- 泥蜆科的豌豆蚬属（Pisidium）：淡水物種，雙殼綱唯一被認為是微小貝的分類單元。

## 參看
- 鳴砂

## 外部連結
- . 台灣貝類名錄.   [2020-03-09]. （原始内容存档于2022-03-21） （中文（繁體））.